# Milano United Football Club
Il Milano United Football Club è stata una società calcistica con sede a Città del Capo in Sudafrica.